# Le Dernier Souper (film, 2018)
Pour les articles homonymes, voir Le Dernier Souper.
Pour plus de détails, voir Fiche technique et Distribution.

Le Dernier Souper (en allemand : Das letzte Mahl), sorti en  2018, est un drame historique allemand de Florian Frerichs.

## Synopsis
En Janvier 1933, le jour de l'élection d'Adolf Hitler, un dernier souper rassemble une famille juive et leurs amis pour un dîner. L'atmosphère est tendue et les premières attaques contre leurs concitoyens juifs ont déjà été commises. Pourtant, la plupart des convives ne prennent pas ces attaques au sérieux.

## Fiche technique
- Scénariste et réalisateur : Florian Frerichs
- Genre : Drame
- Année de sortie :  2018
- Durée : 83 minutes
- Pays :  Allemagne

- Titre : Le Dernier Souper
- Titre original : Das letzte Mahl
- Réalisation : Florian Frerichs
- Scénario : Stephan Warnatsch
- Décors : Itamar Zechoval
- Costumes : Rico Grese
- Photographie : Konstantin Freyer
- Montage : Tobias Kruppa
- Musique : Ingo Frenzel
- Production : Florian Frerichs, Stephan Warnatsch, Bruno Eyron, Sharon Brauner, Patrick Mölleken
- Société de distribution : Apollo Filmproduktion
- Pays d'origine : Allemagne
- Langue : allemand, hébreu
- Format : couleurs - 2,39:1
- Genre : Drame historique
- Durée : 83 minutes
- Dates de sortie[1] :
  -  États-Unis : 30 avril 2018 (première mondiale à Los Angeles)
  -  Pologne : 18 novembre 2018
  -  Allemagne : 30 janvier 2019
  -  France : 2 avril 2020

## Distribution
- Bruno Eyron : Aaron Glickstein
- Sharon Brauner : Rebekka Glickstein
- Michael Degen : Jacob Glickstein
- Daphna Rosenthal : Ruth Glickstein
- Patrick Mölleken : Michael Glickstein
- Mira Elisa Goeres : Leah Glickstein
- Sandra von Ruffin : Sarah Glickstein
- Adrian Topol : Daniel Glickstein
- Bela B Felsenheimer : Benjamin Aschkenasi